# Særdomstol
En særdomstol er en domstol, der oprettes for at behandle en bestemt sag eller flere på forhånd bestemte sager. De er ekstraordinært nedsat, i en retsstat typisk af parlamentet. Efter at have udført den ekstraordinære opgave, bliver særdomstolen opløst igen.
I Danmark vedtog Rigsdagen i 1916 en retsplejereform, som fuldstændigt adskilte dømmende og udøvende lokale myndigheder. 
Dog kunne regeringen "anordne ekstraordinære retter", dvs. særdomstole, indtil 1953, hvor der i en ny paragraf § 61 i grundloven fastslås, at ”særdomstole med dømmende myndighed kan ikke nedsættes”. Disse særdomstole eller kommissionsdomstole blev afskaffet i 1999 og ved lov erstattet af undersøgelseskommissioner. 